# Voice in the Night
Voice in the Night — студийный альбом американского джазового саксофониста Чарльза Ллойда, записанный в мае 1998 года и изданный 9 марта 1999 года на студии ECM Records. В состав квартета вошла ритм-секция Джона Аберкромби (гитара), Дэйв Холланд (контрабас) и Билли Хиггинс (барабаны).

## Отзывы
| Оценки критиков                      | Оценки критиков |
| Источник                             | Оценка          |
| ------------------------------------ | --------------- |
| AllMusic                             | [ 2 ]           |
| The Penguin Guide to Jazz Recordings | [ 3 ]           |

Альбом Voice in the Night получил положительные отзывы критиков.
В рецензии Тома Юрека на AllMusic альбом получил 4 звезды и утверждается, что «Ллойд стремился к более джазовому звучанию, чему-то более базовому и лиричному, а не экзотическому и необычному».
В рецензии Ларри Кенигсберга на All About Jazz говорится, что «наиболее заметной чертой его нового диска является возвращение к форме, а не просто возвращение к формату. Он звучит лучше всех с тех пор, как покинул своё убежище в Биг-Суре, чтобы выступать и записываться для ECM». В другой рецензии на том же сайте Дуглас Пейн заявил: «Ллойд звучит теплее, несколько романтичнее и чуть более вдохновенно, чем обычно… Это квартет, который предлагает много интересного».

## Список композиций
Автор всех композиций Чарльз Ллойд.
1. «Voice in the Night» — 6:30
2. «God Give Me Strength» (Burt Bacharach, Elvis Costello) — 4:45
3. «Dorothea’s Studio» — 7:47
4. «Requiem» — 5:57
5. «Pocket Full of Blues» — 11:41
6. «Homage» — 9:26
7. «Forest Flower: Sunrise/Sunset» — 15:22
8. «A Flower Is a Lovesome Thing» (Billy Strayhorn) — 6:49

## Персоналии
- Чарльз Ллойд — тенор-саксофон
- Джон Аберкромби — гитара
- Дэйв Холланд — контрабас
- Билли Хиггинс — барабаны